# Admiral Hipper-klass
Admiral Hipper-klass var en klass av tunga kryssare som byggdes för Kriegsmarine under 1930-talet. Av de fem planerade fartygen i klassen, Admiral Hipper, Blücher, Prinz Eugen, Seydlitz och Lützow så var det bara de tre förstnämnda som togs i tjänst av Kriegsmarine.

## Beväpning
Huvudbeväpningen bestod av fyra dubbeltorn med 20,3 cm SK C/34. Det tunga luftvärnet bestod av sex dubbeltorn med 10,5 cm SK C/33 som även hade en sekundär roll mot ytmål. Närluftvärnet bestod av tolv 3,7 cm SK C/30 och åtta 2 cm C/38. 1944 byttes Prinz Eugen's 3,7 cm SK C/30 ut mot 15 stycken 4 cm Flak 28.